# Solfara Barriera
La solfara Barriera o miniera Barriera  è stata una miniera di zolfo sita in provincia di Agrigento nei pressi del comune di Naro.
La solfara fu aperta dopo il 1880 e oggi è inattiva.